# Koan
Koan, izrek zen budizma, je paradoksalno besedilo in besedilo velike jezikovne zgoščenosti. Njegov glavni namen je bil preizkus razsvetljenja, do katerega je moral priti vsak učenec zena. Ta je potekal v obliki dialoga med mojstrom in učencem v jezikovno strnjeni obliki paradoksa. 

## Funkcija
Vsi zenovski koani poudarjajo razdiralno moč razuma, ki ustvarja subjekte. Ukinitev subjekta, ki ga imenujejo tudi »najvišji ego«, je temelj meditacije v zenu. Razumu sicer priznavajo njegovo odprtost za znanje in logično sklepanje, a te sposobnosti so obenem tudi ovira za spoznavanje jasnine biti. Tega namreč ni sposobna logika, ampak modrost, skrita v emociji, ki jo mojstri imenujejo srce. 
Temeljno razumevanje smrti se v zenu nahaja v spoznanju, da obstaja enost bivanja in ne-bivanja: smrt je torej del življenja, življenje pa del smrti, saj je vsaka eksistenca določena za večno spreminjanje. Zato se ni treba spraševati o vzrokih in posledicah rojstva in smrti.

### Poetični žanr
Koan ima kot poetični žanr svojo specifičnost tako v jezikovnostilnem, kot v miselnem pogledu, saj mora ustrezati načelu svojega izvornega poslanstva: odpreti pot v razsvetljenje duha. Ker je ena izmed glavnih potez razsvetljenega človeka tišina, vsebuje koan skrbno izbrano besedje, pomensko strukturirano v sobivanje nasprotij (tj. paradoks). Glavna miselna naloga koana je v pravilnem doumevanju vsega bivajočega, združenega v enovito harmonijo kozmosa. Vse reči imajo naravo Bude in vse povezuje ista svetost bivanja. Koanski izrek pa predstavlja potrditev tega spoznanja.

## Deklevovi koani
Tudi Milan Dekleva se je v svoji zbirki Peseženi človek (1992) odločil za rabo koana, ki dokazuje pesnikovo pripadnost miselnosti zena. Ti izreki skušajo s pomočjo paradoksa razjasniti temeljna vprašanja bivanja, ki so tuja zahodni metafiziki, kot so vprašanje praznine, tišine, razsvetljenja in identitete vsega bivajočega. 
Deklevovi koani vsebujejo temeljno problematiko slovenske sodobne književnosti: konec subjekta in metafizičnega dualizma, problem jezika kot izvorne emocije in vprašanje nove etike sočutja do vseh čutečih bitij.